# Baiguo, Macheng
Baiguo (kinesiska: 白果) är en köping i Kina. Den ligger i provinsen Hubei, i den centrala delen av landet, omkring 86 kilometer nordost om provinshuvudstaden Wuhan. Antalet invånare är 61 839. Befolkningen består av 30 546 kvinnor och 31 293 män. Barn under 15 år utgör 14,0 %, vuxna 15-64 år 73 %, och äldre över 65 år 11,0 %.
Runt Baiguo är det tätbefolkat, med 591 invånare per kvadratkilometer. Närmaste större samhälle är Macheng, 15,4 km norr om Baiguo. Trakten runt Baiguo består till största delen av jordbruksmark.
Genomsnittlig årsnederbörd är 1 868 millimeter. Den regnigaste månaden är juli, med i genomsnitt 305 mm nederbörd, och den torraste är januari, med 48 mm nederbörd.